# Franz Herda
Franz Hermann Leonhard Herda (* 9. September 1887 in Brooklyn, New York City; † 1. Dezember 1965 in Staudach, Bayern) war ein deutscher Landschafts- und Porträtmaler mit US-amerikanischer Staatsbürgerschaft. Weitaus bekannter als seine Kunstwerke ist Herdas Engagement als Beschützer jüdischer Menschen vor der Verfolgung durch die Nationalsozialisten. Dafür erhielt er von Yad Vashem posthum den Ehrentitel Gerechter unter den Völkern.

## Privatleben

### Familie, Freunde und ein Kontrahent
Franz Herda war der Sohn eines deutschen Instrumentenfabrikanten. Dass sein Vater Hermann Herda und seine Mutter Rosa (geb. Schobert) aus Wölfis in Thüringen 1883 in die USA auswanderten, ist durch das Sterbedatum der Mutter rechnerisch ermittelbar. Wahrscheinlich kehrte der Witwer kurz nach dem Tod seiner Frau mit dem Kleinkind in die Heimat zurück. In Coburg heiratete er 1891 ein zweites Mal und die Familie bezog eine Wohnung in der Gerbergasse. Sein Sohn begann 1903 eine Ausbildung als „Maler“ (s. u.).
Zu Beginn des Ersten Weltkriegs meldete sich Franz Herda freiwillig zur Luftwaffe. Nach dem Absturz seines Kampfflugzeugs 1916 und einem eineinhalb Jahre dauernden Lazarettaufenthalt ehrte der Staat ihn mit einem Verdienstkreuz. Seine 1918 geborene Tochter Vera entstammte der Beziehung mit Margarete Mannke. Bis 1920 wohnte der Maler in Berlin; dann zog er nach Berg (Starnberger See) und richtete in der Gabelsbergerstraße im Münchener Stadtbezirk Maxvorstadt sein Atelier ein. Seine 1918 in Berlin mit Irene Geilhausen geschlossene Ehe wurde 1930 in München geschieden.
Herda wurde früh zum Gegner der Nationalsozialisten. Ein Beispiel seiner Unerschrockenheit ist die persönliche Begegnung mit Adolf Hitler im Atelier des Münchner Bildhauers Ferdinand Liebermann im Sommer 1933. Als Begründung, warum er „nie und nimmer“ Mitglied der NSDAP werden würde, hatte er nach eigener Aussage angeführt: „Das ist der von Ihnen auf die Spitze getriebene, verwerfliche Antisemitismus.“ Um jüdische und politische Verfolgte zu retten, nutzte Franz Herda regelmäßig seine gesellschaftliche Stellung, seine amerikanische Staatsbürgerschaft und den deutschen Offiziers-Invalidenausweis aus dem Ersten Weltkrieg. Dabei ging er oftmals ein hohes Risiko für das eigene Leben ein.
Nach der Zerstörung seines Ateliers im Juli 1944 fand er Aufnahme beim Schriftsteller Friedrich Reck-Malleczewen auf dessen Gut Poing in Truchtlaching. Dort versteckte er auch seine spätere Ehefrau Albertine Gimpel. Seinen Gesinnungsgenossen und Freund Fritz Reck konnte Herda nicht vor der Ermordung durch die Machthaber retten. Dieser war nach seiner Äußerung, der Krieg sei verloren, Ende 1944 denunziert und ins KZ Dachau gebracht worden.
Die Zeit von Ende 1948 bis 1960 verbrachte Franz Herda in den Vereinigten Staaten, wo er seinen Lebensunterhalt v. a. mit dem Malen von Porträts verdiente. Nachdem das Ehepaar in Casablanca angelegt und eine ausgedehnte Reise über Nordafrika, Spanien und Italien unternommen hatte, kehrte es 1962 nach Bayern zurück, zunächst nach Truchtlaching zur Familie Reck-Malleczewen, im Dezember dann nach Unterwössen. Sein letztes, bedingt durch den Fliegerabsturz von Schmerzen begleitetes Lebensjahr verbrachte Herda in Staudach-Egerndach im Chiemgau.
Herdas Tochter Vera Marx, zuvor Manthey, hatte seine Rückkehr nach Deutschland nicht mehr erlebt. Sie war 1955 einer schweren Erkrankung erlegen. Ihr Vater hinterließ eine Enkelin sowie zwei Urenkel. Seine Ehefrau starb 1973.

### Ehemann von Albertine Gimpel
Albertine Gimpels Name ist der Nachwelt überliefert durch ein Porträt in der Neuen Nationalgalerie in Berlin und die Rettung vor der Deportation von Juden aus Deutschland.
1928 führte der schwedische Insektenforscher Felix Bryk eine Frau ins Atelier seines Freundes Christian Schad und stellte sie ihm als Sonja vor. Sie weckte das Interesse des Malers, sodass er beschloss, sie zu porträtieren. Dem im Stil der Neuen Sachlichkeit gemalten Bildnis gab er den Titel Sonja. Albertine Gimpel war zu diesem Zeitpunkt 32 Jahre alt, berufstätig, modern und selbstbewusst – und hatte ihren von einer männlichen Form abgewandelten Vornamen durch einen insbesondere in Skandinavien populären Rufnamen ersetzt. Im Gemälde posiert sie im Berliner Bohème-Lokal „Romanisches Café“, wo vor allem Künstler und Literaten verkehrten, darunter viele Schriftsteller, die in jiddischer oder hebräischer Sprache schrieben.
Dass Sonja ebenfalls jüdischer Abstammung war, bekam sie bereits 1933 mit ihrer fristlosen Entlassung aus der Mineralölfirma OLEX zu spüren. Sie verließ Berlin und ging nach München, wo sie Herda 1936 beim Bridgespielen kennenlernte. Darum gebeten, versprach er ihr Schutz, sollte sie mit den Nationalsozialisten in Schwierigkeiten geraten. Die erste Gelegenheit ergab sich gleich zu Beginn der Deportationen im November 1941. Herdas Geistesgegenwart (und sein amerikanischer Pass) konnte die Gestapo von ihrem Vorhaben abhalten. Im Mai 1943 gelang es Gimpel, vor dem drohenden Abtransport in ein Sammellager aus ihrer „Judenwohnung“ in der Lindwurmstraße zu fliehen. Herda brachte sie zu seinen Bekannten Eduard und Therese Winkler in die Hohenzollernstraße, wo sie einige Monate bleiben konnte. Als sich die Angst und Enge für alle Beteiligten als unerträglich erwies, versteckte Herda die Untergetauchte in seinem Atelier. Kurz vor dessen Zerstörung im Juli 1944 kam Gimpel bei Herdas Tochter Vera Manthey in Umrathshausen unter. Die Monate von September 1944 bis Kriegsende verbrachte sie bei der Familie von Friedrich Reck-Malleczewen auf Gut Poing. Im September 1948 heirateten Herda und Gimpel, er wanderte einen Monat später nach Amerika aus, sie folgte ihm im Jahr darauf nach New York City.

### Beschützer jüdischer Mitbürger
Zwei weitere Beispiele für die Philanthropie und die Chuzpe Herdas sind die Rettung von Max Bachmann und Richard Marx.
Der 1883 geborene und in München lebende Hutfabrikant Max Bachmann war mit einer deutschen Nichtjüdin verheiratet. 1943 erhielt er eine Vorladung und musste die Deportation befürchten. Herda, den Bachmann um Rat bat, versteckte ihn in seiner Wohnung, bis diese durch einen Luftangriff zerstört wurde. Danach verbarg Bachmann sich bei Verwandten seiner Frau im Bayerischen Wald.
Als Richard Marx Herda im Jahr 1943 kennenlernte, war er 18 Jahre alt und schmuggelte im Auftrag seiner Mutter Rosa Lebensmittel in die Münchener Sammellager für Juden. Dort kam es zu beider Zusammenarbeit. Richard war – als „Mischling zweiten Grades“ – zu dieser Zeit noch nicht in Gefahr, im November 1944 drohte aber auch ihm die Deportation. Auf Betreiben Herdas versteckte seine in Berlin lebende Tochter Vera Manthey den jungen Mann bis April 1945. 1950 heirateten beide.
Am 14. Januar 2014 erkannte die staatliche israelische Gedenkstätte Yad Vashem Franz Herda und seine Tochter Vera Manthey als Gerechte unter den Völkern an. Die Ehrung nahm Richard Marx entgegen.

## Berufsleben

### Künstler
Herda schrieb sich 1903 als Hospitant an der Kunstgewerbeschule Nürnberg ein. Im Oktober 1905 begann er sein Studium an der Akademie der Bildenden Künste München im Fach Malerei bei Wilhelm von Diez. Das gerne angegebene Studium bei Max Liebermann an der Akademie der Künste (Berlin) beruht ausschließlich auf der Aussage, Liebermann sei „ein väterlicher Freund“ gewesen. Herda war ab 1909 als „Kunstmaler“ mit verschiedenen Wohnadressen in Charlottenburg und Wilmersdorf registriert; wahrscheinlich wechselte er seinen Aufenthaltsort zu dieser Zeit mehrfach zwischen München und Berlin.
Heike Mayer hat etliche Widersprüche im künstlerischen Werdegang aufgedeckt. So zum Beispiel die angeblichen Kontakte zu Oskar Kokoschka und Wassily Kandinsky oder die Mitgliedschaft in der Künstlergruppe Der Blaue Reiter. Nichts davon ist in Herdas Nachlass belegt. Keine Zweifel bestehen dagegen bezüglich der Bekanntschaft zum Maler und Professor an der Münchner Kunstakademie Heinrich von Zügel, den Herda um das Jahr 1932 herum porträtierte. 
Die Porträtmalerei bestimmte das Werk Herdas. Weitere Sujets waren Landschaften, Veduten und Blumen. Nicht wenige Bilder, darunter eine impressionistische Ansicht vom Münchner Oktoberfest, wurden bei einer Bombardierung Münchens im Juli 1944 zerstört.

### Kunstwerke (Auswahl)
Verweise auf Kunstwerke finden sich in der Künstlerbiografie, im Traunsteiner Tagblatt und auf der Website Christoph von Weitzels:
- August Sommer (1906), Veste Coburg[18]
- ab ca. 1920: Porträts aus Münchner Gesellschaftskreisen, darunter auch solche von Malerkollegen wie Heinrich Deuchert (um 1920/23)
- Albert Einstein: Studie (dat. Princeton (New Jersey) 1949) und Gemälde (um 1949, Privatbesitz) mit Signatur Einsteins auf einem Zettel[19]
- Gemälde nach Skizzen von der Rückreise nach Deutschland (1961–1962): Arena von Malaga; Meeresbucht mit Booten; Torremolinos
- Stiefmütterchen (um 1964)